# The Shambles (York)

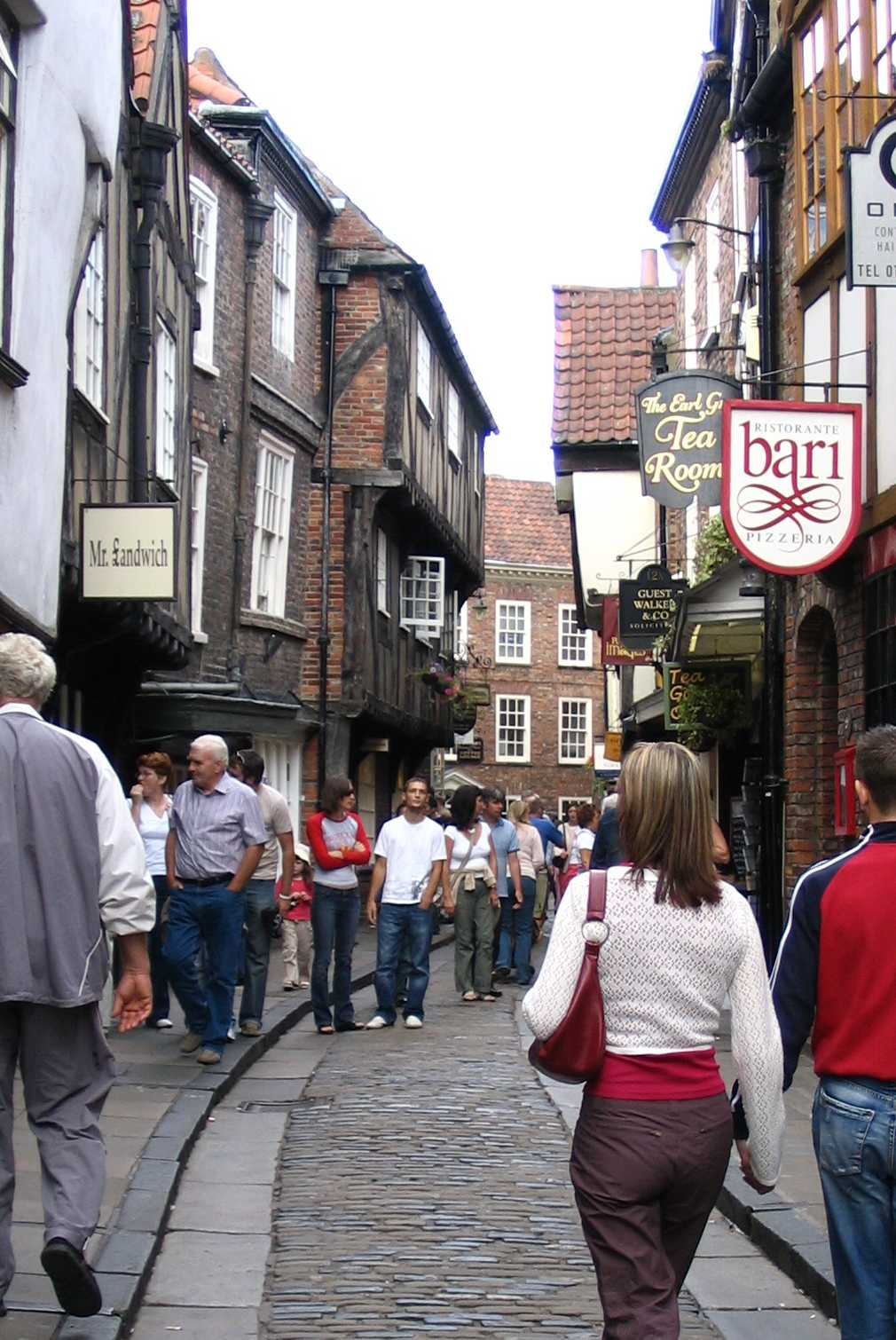
York: turisti lungo la via The Shambles

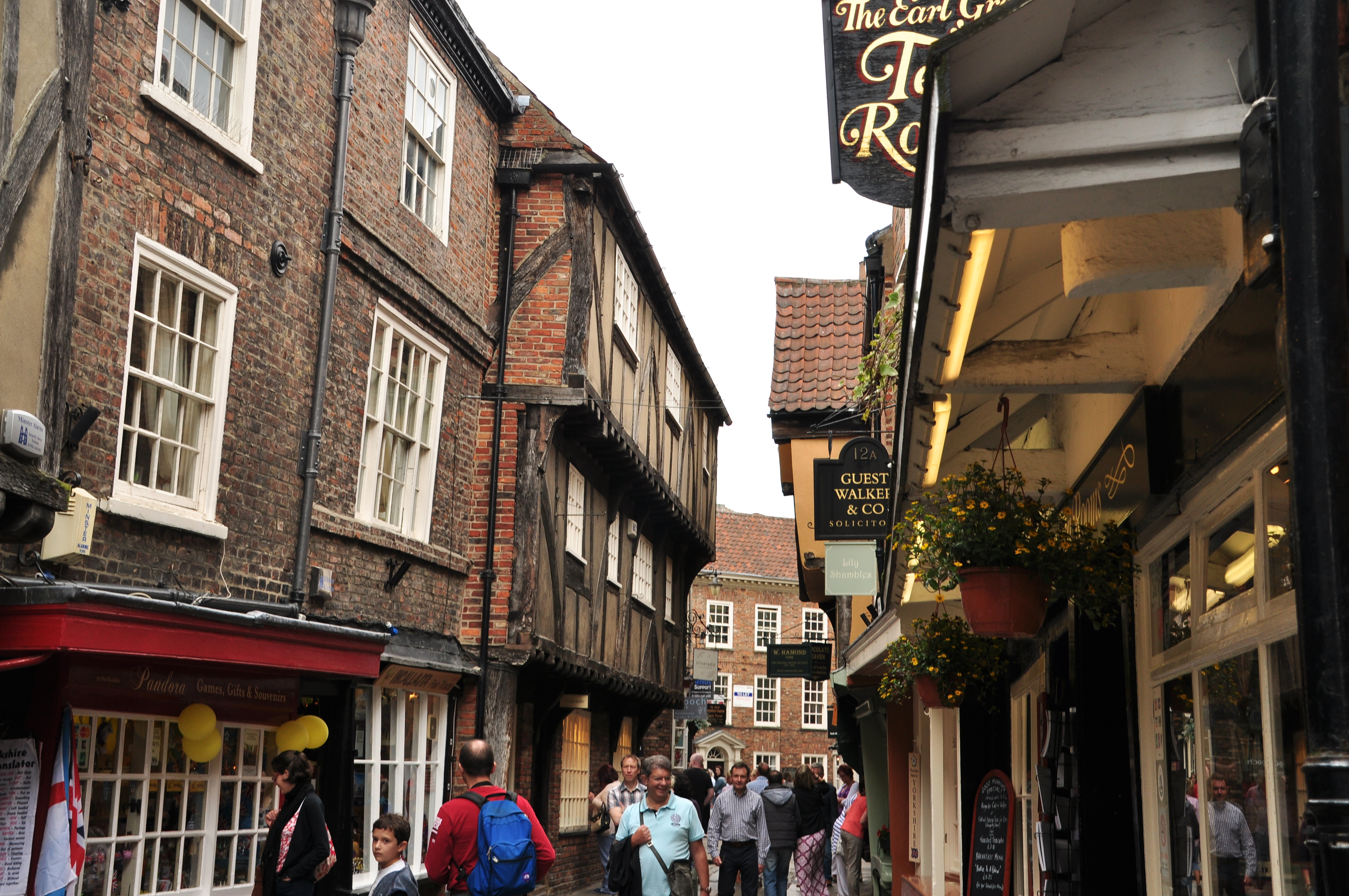
Edifici di The Shambles

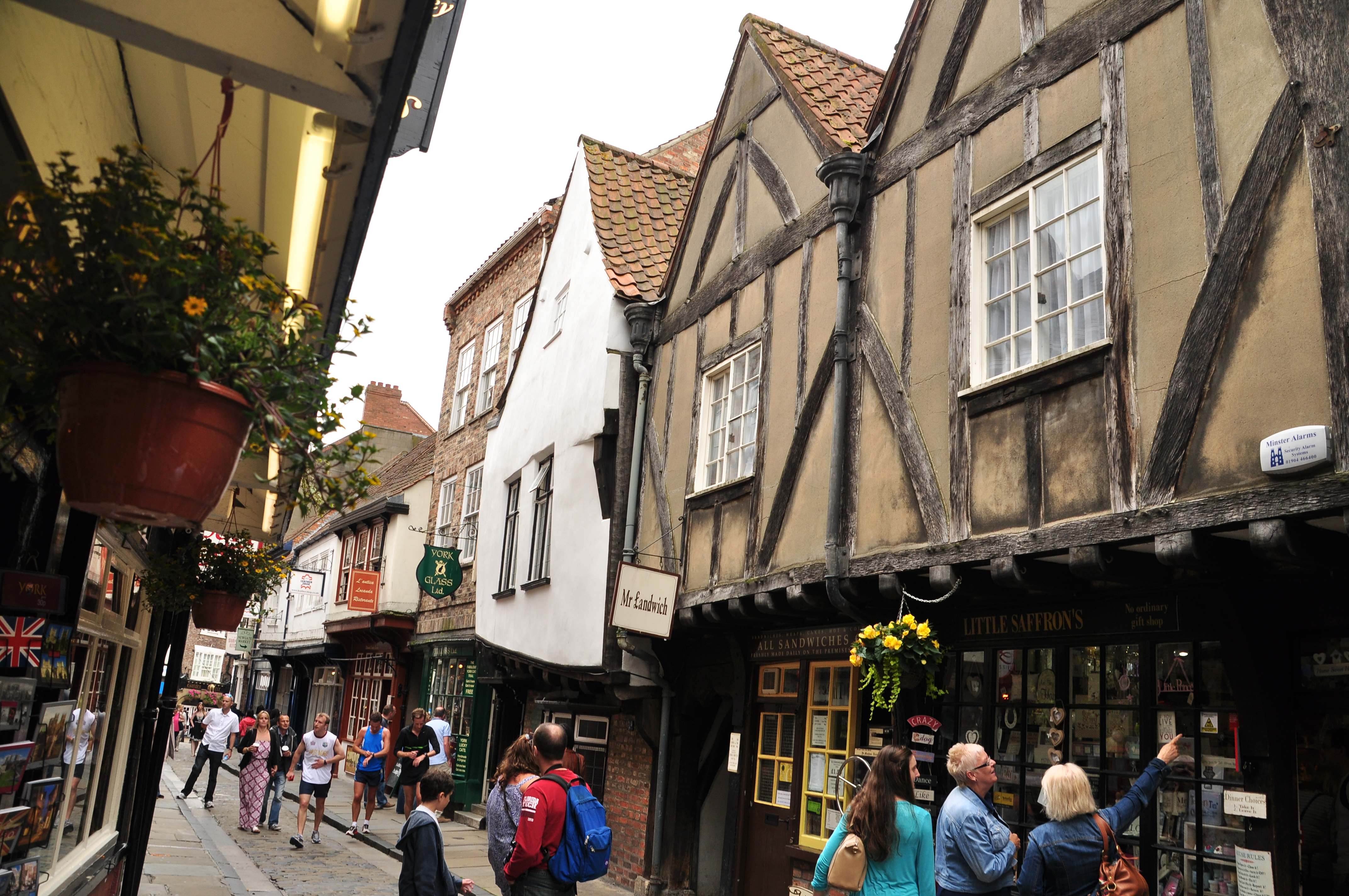
Edificio a graticcioThe Shambles

(The) Shambles, nota un tempo come The Great Flesh Shambles, è una via del centro storico di York, nel nord dell'Inghilterra, caratterizzata dalla presenza di edifici a graticcio, molti dei quali risalenti al XIV-XV secolo (ca. 1350-1475). Annoverata tra le vie più famose del Regno Unito e tra le principali attrattive turistiche della città, è spesso ritenuta la strada medievale meglio conservata d'Europa.

## Ubicazione
The Shambles si trova nella parte orientale del centro storico di York, a sud della cattedrale e tra King's Square e The Pavement.

## Origini del nome
Il termine shambles deriva dal sassone fleshammels, che significa "strada dei macellai" (v. "Storia").

## Storia
La via è menzionata già nel Domesday Book (1086).
Prima di assumere la denominazione definitiva, la via era chiamata Haymongergate, Nedlergate e Fleshammels.
Come suggerisce il suo nome (v. "Etimologia"), era un tempo il luogo in cui trovava posto il mercato dei macellai. Ancora nel 1870, vi erano lungo la via 25 macellerie.
Nel 2010, la via si guadagnò il Google Streetview Award come via più pittoresca del Regno Unito.

## Architettura
Gli edifici della via si caratterizzano per i frontoni adiacenti.: furono costruiti così in modo tale da poter un tempo proteggere la carne dalla luce solare.

## Edifici d'interesse

### Casa di Margaret Clitherow
Tra gli edifici d'interesse della via, figura la casa di Margaret Clitherow, condannata a morte nel 1586 per la sua fede cattolica e canonizzata nel 1970..

## The Shambles nella cultura di massa
- The Shambles ha probabilmente ispirato la Diagon Alley nella saga di Harry Potter[7].